# Tiago da Silva
Tiago Felipe da Silva (San Paolo, 28 marzo 1985) è un giocatore di baseball brasiliano naturalizzato italiano per matrimonio.

## Carriera

### Club
Inizia la sua carriera giovanile in patria, cominciando a giocare a baseball nel 1993 quando entrò nel settore giovanile del Suzano. Nel 2000 si trasferì, sempre a livelli di settore giovanile, ai Giants di San Paolo. Con i rispettivi due club vince lo scudetto di categoria nel 1996 e nel 2000.
Nel 2002 è approdato in prestito al Guarulhos, con cui esordisce in prima squadra a 17 anni. È rimasto in squadra anche durante l'annata successiva, mentre nel 2004 è stato di scena in Cina per un mese tra le file dei Macoto Cobras.
Nel 2005 sceglie di approdare in Italia, accasandosi a Redipuglia. Nel paese friulano disputa due campionati di Serie A2 e conosce la sua futura moglie, giocatrice di softball che Tiago seguirà in Romagna aggregandosi ai Waves di Marina di Ravenna.
A seguito del matrimonio arriva anche il passaporto italiano, condizione che agevola il suo passaggio alla T&A San Marino avvenuto nel marzo 2008. Due anni più tardi, da Silva riceverà lo status di "asi", ovvero atleta di scuola italiana a tutti gli effetti. Durante la prima permanenza sammarinese vince quattro campionati italiani e una Coppa dei Campioni.
Nell'autunno 2013 gioca in Venezuela con i Leones del Caracas, venendo però tagliato. Nella primavera 2014 viene ingaggiato dai Delfines del Carmen in Mexican League. Continua la sua carriera tra Venezuela e Messico anche negli anni a seguire, con una breve parentesi in Repubblica Dominicana nel 2020.
A otto anni di distanza, Tiago da Silva torna a vestire i colori della T&A San Marino nell'agosto 2021 in occasione delle finali scudetto: contribuisce alla vittoria del titolo nazionale italiano che al club sammarinese mancava da otto anni, tanto da essere anche nominato MVP della serie finale. Nell'agosto 2022, dopo aver speso alcuni mesi nelle leghe messicane, è nuovamente tornato a San Marino dove ha bissato lo scudetto italiano vinto l'anno prima.

### Nazionale
Inizia a far parte delle prime selezioni brasiliane giovanili quando aveva 10 anni, facendo la trafila nel corso degli anni tra le varie categorie di età. La prima partita con la Nazionale maggiore verdeoro risale al 2002, successivamente è stato convocato per i Mondiali 2003 disputati a Cuba.
Dal suo trasferimento in Italia in poi non ha più fatto parte della sua Nazionale nativa, ma il passaporto italiano gli ha permesso di essere chiamato nella Nazionale italiana, con cui ha disputato campionati europei (vinti nel 2010 e 2012, argento nel 2014 e bronzo nel 2016), campionati mondiali (2009 e 2011) e World Baseball Classic (2009, 2013, 2017).
Al termine della stagione 2020 aveva al suo attivo 34 presenze in azzurro.

## Palmarès

### Club
- Campionati italiani: 6

San Marino: 2008, 2011, 2012, 2013, 2021, 2022
- Coppa Italia: 1

San Marino: 2009
- European Cup: 1

San Marino: 2011

### Nazionale
- Campionati europei: 2

Italia: 2010, 2012